# Lijst van beelden in Rhenen
Dit is een (onvolledige) chronologische lijst van beelden in Rhenen. Onder een beeld wordt hier verstaan elk driedimensionaal kunstwerk in de openbare ruimte van de Nederlandse gemeente Rhenen, waarbij beeld wordt gebruikt als verzamelbegrip voor sculpturen, standbeelden, installaties, gedenktekens en overige beeldhouwwerken.
| Geplaatst | Omschrijving                                                   | Kunstenaar            | Straat                                 | Plaats | Materiaal | Afbeelding |
| --------- | -------------------------------------------------------------- | --------------------- | -------------------------------------- | ------ | --------- | ---------- |
| 2015      | Gedenkteken voor de oorlogsslachtoffers                        |                       |                                        | Elst   |           |            |
|           | Mozaïek met kinderen en dieren Beeld is weg en school gesloopt |                       | Beatrixstraat 68                       | Elst   |           |            |
| 1987      | Vogels                                                         |                       | Schoolweg                              | Elst   |           |            |
| 1904      | Sint Cunera                                                    | Bernard van Binnebeke | Rijnstraat                             | Rhenen |           |            |
| 1952      | Nationaal Legermonument                                        | John Rädecker         | Grebbeweg                              | Rhenen |           |            |
| 1968      | Het Spel                                                       | Johan Karsch          | Cuneraweg 12 (zorgcentrum Heimerstein) | Rhenen |           |            |
| 1989      | De Voorloper                                                   | Peter Petersen (1947) | Frederik van de Paltshof / Molenstraat | Rhenen |           |            |
| 1947      | W.A.M. Westerouen van Meeteren directeur ANWB                  | Joop Hekman           | Frederik van de Paltshof 48            | Rhenen |           |            |
|           | M. van Waveren                                                 |                       | brandweerkazerne Rijnstraat            | Rhenen |           |            |
| 1976      | Torenbeelden Cuneratoren                                       | Meindert de Boer      | Torenstraat 14 (Cuneratoren)           | Rhenen |           |            |